# Луховицкий мукомольный завод
ПАО «Луховицкий мукомольный завод» — российское предприятие пищевой промышленности, специализирующееся на производстве муки, круп и сопутствующей продукции. Расположен в городе Луховицы Московской области.

## История
Первое упоминание, сохранившееся в архивных документах, о Луховицком пункте «Заготзерно» по приёму и хранению зерна датируется 1936 годом. Построенная спустя 20 лет мельница по переработке пшеницы в обойную и ржано-пшеничную муку способствовала активному развитию завода.
В 1957 году предприятие было переименовано в Луховицкий хлебоприёмный пункт «Росглавзерно», а в январе 1958 года преобразовано в Луховицкий мукомольный завод, который занимался производством обойной ржано-пшеничной, обойной ржаной и обойной пшеничной муки. В 1986 году было освоено производство ячменной кормовой муки, являющейся одним и компонентов комбикормов.
В 1992 году был построен второй силкорпус элеватора, ёмкость которого в настоящее время составляет 15 тысяч тонн. В 1999 году была построена мельница пшеничного сортового помола производительностью 100 тонн в сутки; после проведения реконструкций её производительность доведена до ежесуточных 230 тонн. Была увеличена ёмкость отлежных бункеров с возможностью отволаживания зерна до 27 часов, введён в эксплуатацию дополнительно склад для хранения зерна ёмкостью 280 тонн.
В 2000 году заработала мельница ржаного помола производительностью 130 тонн в сутки, позднее её производительность была увеличена до 200 тонн в сутки. Мельница ячменного помола была переоборудована в мельницу пшеничного односортного помола производительностью 120 тонн в сутки. До 700 тонн была увеличена ёмкость склада хранения зерна.

## Деятельность
В настоящее время в состав завода входят три мельничных комплекса: мельница пшеничного сортового помола производительностью 230 тонн в сутки, мельница пшеничного односортного помола 120 тонн в сутки и мельница ржаного помола производительностью 200 тонн в сутки.
На предприятии производятся мука пшеничная высшего, первого и второго сортов, мука ржаная, крупы рисовая и гречневая, отруби пшеничные и ржаные, комбикорма. В месяц комбинат перерабатывает более 8 тысяч тонн зерна, производя около 7 тысяч тонн муки для пекарен и хлебозаводов Москвы и Московской области.